# Joseph-Maximilien Duvivier
 (mai 2020).
Si vous disposez d'ouvrages ou d'articles de référence ou si vous connaissez des sites web de qualité traitant du thème abordé ici, merci de compléter l'article en donnant les références utiles à sa vérifiabilité et en les liant à la section « Notes et références ».
Pour les articles homonymes, voir Duvivier.
Joseph-Maximilien Duvivier était un médecin montois, né le 26 février 1728 à Mons et mort le 30 juillet 1796 à Mons.

## Biographie
D'une famille de la bourgeoisie montoise, Joseph-Maximilien Duvivier est le fils de Martin Duvivier et de Marie-Jeanne Decamps. Il obtient son diplôme de docteur en médecine à l'université de Louvain en 1753.

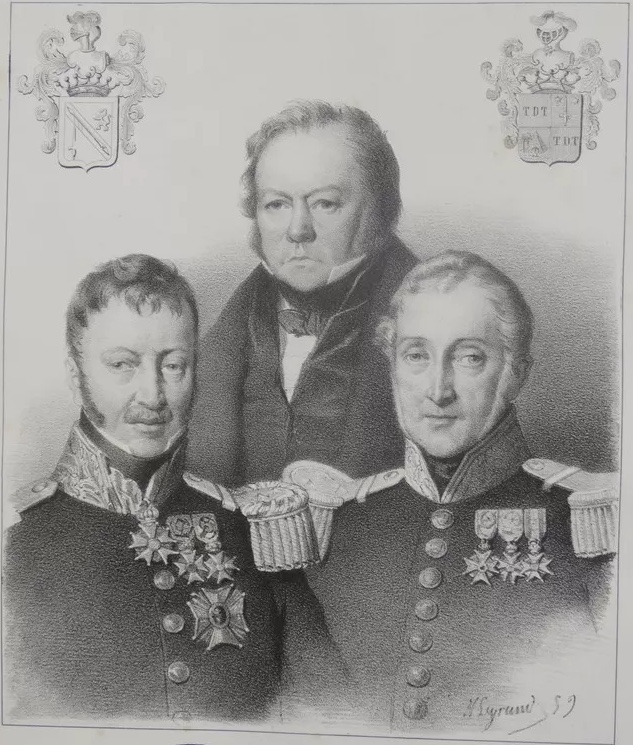
Portrait de ses fils, Louis, Auguste et Vincent Duvivier.

Le 15 août 1763, il épouse Marie-Thérèse Naveau. Ils seront les parents du ministre Auguste Duvivier, de l'avocat Charles Maximilien Hubert Duvivier, de Philippe Ghislain Duvivier et des généraux Ignace Louis et Vincent Duvivier, ainsi que de l'épouse d'Isidore Warocqué.
Il est reçu en qualité de médecin-pensionnaire de la ville de Mons le 14 août 1770.
En collaboration avec Nicolas Éloy, Alexandre Griez et Honnorez, il rédige un mémoire sur les travaux urgents à réaliser, dans l'intérêt des malades, à l'hôpital de Saint-Nicolas de Mons.
Il est chargé d'étudier, conjointement avec le Dr Honnorez, une épidémie qui s'était déclarée dans quelques villages du Hainaut entre 1790 et 1792. Cette dernière année, avec Mauroy, Knapp et Honnorez, il présente un rapport sur la dysenterie qui s'était déclarée à Mons.